# Schienenbusse der Nakeha-Klasse

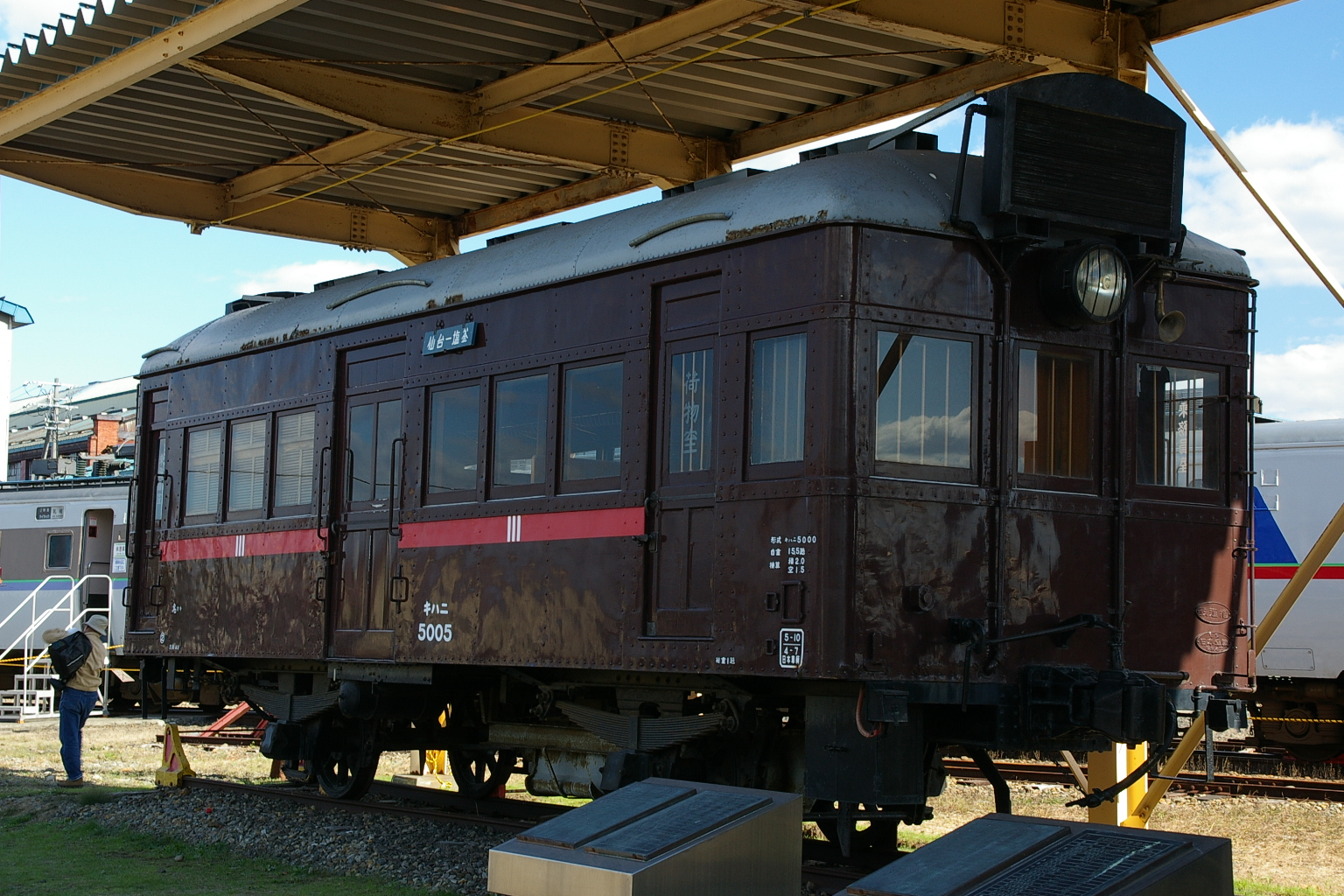
Schienenbusse der Nakeha-Klasse

Die Schienenbusse der Nakeha-Klasse (japanisch ナゲハ, koreanisch 혀게하) waren mit Benzinmotoren angetriebene 3. Klasse Schmalspur-Schienenbusse der Chosen Government Railway (Sentetsu) mit einer Spurweite von 762 mm (2 Fuß 6 Zoll). Es gab zwei verschiedene Typen dieser Klasse, die in Japan und Korea hergestellt wurden.

## Geschichte
Die ersten Benzinschienenbusse in Korea gehörten zur schmalspurigen Naheka-Klasse sowie zu den normalspurigen Klassen Keha 1 und Keha 2, die 1930 in Betrieb genommen wurden.

### Nakeha1-Klasse
Als sich 1925 ein Teil des städtischen und ländlichen Schienennahverkehrs auf die Straße zu verlagern begann, entschied sich Sentetsu, Schienenbusse mit Verbrennungsmotor einzusetzen, die sich im Ausland bereits bewährt hatten.
Die ersten Benzinschienenbusse in Korea wurden 1928 für den drittklassigen Nahverkehr auf der schmalspurigen Donghae-Jungbu-Bahnlinie von Daegu nach Gyeongju gebaut, die inzwischen Teil der Daegu-Bahnlinie und der Jungang-Bahnlinie geworden ist. Diese Schienenbusse gehörten zur Nakeha1-Klasse.
Sie wurden in Japan von Nippon Sharyō hergestellt, boten 30 Fahrgästen Platz und wurden von einem 33 PS Ford-Benzinmotor angetrieben. Insgesamt wurden 1928 und 1929 sieben gebaut, und sie bewährten sich aufgrund ihrer im Vergleich zu von Lokomotiven gezogenen Zügen außerordentlich gut für den Vorstadtverkehr.

### Nakeha2-Klasse (ナゲハ2)
Basierend auf den guten Erfahrungen mit der Nakeha1-Klasse und den von Sentinel-Cammell in England hergestellten normalspurigen Dampftriebwagen der Shiki2-Klasse (シキ2) konstruierte Sentetsu die Schienenbusse der Nakeha2-Klasse im eigenen Hause. Sie wurden von einem 62 PS starken 6-KU Sechszylinder-Benzinmotor der Waukesha Motor Company angetrieben, der aus den USA importiert wurde. Sie boten jeweils 45 Fahrgästen der dritten Klasse Platz.
Ursprünglich waren sie mit den Nummern 11 bis 16 nummeriert aber 1938 bei der generellen Umnummerierung von ナゲハ2-1 bis ナゲハ2-6 umnummeriert. Insgesamt bauten die Gyeongseong Works sechs Schienenbusse, von denen die ersten vier 1930 an Sentetsu geliefert wurden, gefolgt 1931 von zwei weiteren.

## Korean National Railroad
Nach der Befreiung Koreas von der japanischen Herrschaft verblieben alle 13 Schienenbusse dieser Klasse, in Südkorea. Sie wurden schließlich von der Korean National Railroad betrieben. Sie wurden 1965 außer Betrieb genommen und durch schmalspurige dieselhydraulische Schienenbusse ersetzt.

## Technische Daten
|                 | Nakeha1-Klasse                | Nakeha2-Klasse                |
| --------------- | ----------------------------- | ----------------------------- |
| Antrieb         | Benzinmotor 33 PS (25 kW)     | Benzinmotor 62 PS (46 kW)     |
| Hersteller      | Nippon Sharyō                 | Gyeongseong Works             |
| Baujahr         | 1928–29                       | 1930–31                       |
| Gesamtstückzahl | 7                             | 6                             |
| Fahrgäste       | 30 Fahrgäste und 0,5 t Gepäck | 45 Fahrgäste und 0,5 t Gepäck |
| Spurweite       | 762 mm (2 Fuß 6 Zoll)         | 762 mm (2 Fuß 6 Zoll)         |
| Länge           |                               | 11.322mm                      |
| Breite          |                               | 2.135 mm (7 Fuß)              |
| Höhe            |                               | 3.200 mm (10 Fuß 6 Zoll)      |
| Gewicht         |                               | 12,5 t                        |